# Fornix
Cet article concerne le fornix du cerveau. Pour le fornix vaginal, voir vagin.

Vue 3D du fornix (en rouge).

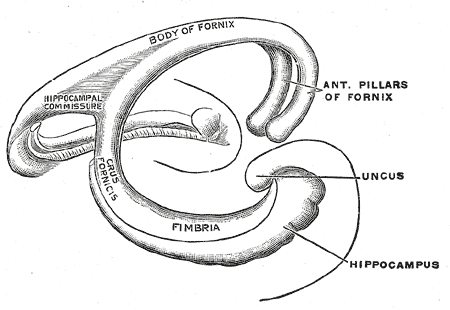
Fornix

Le fornix (du latin fornix, « arc, arche ») est un faisceau de fibres (axones) du cerveau en forme de deux C à concavité inférieure, proches à l'avant et plus écartés à l'arrière et en bas (d'où son autre nom : trigone, du fait qu'il forme une sorte de triangle enroulé sur lui-même). Il unit de chaque côté l'hippocampe aux corps mamillaires. Il appartient aux cinq commissures inter-hémisphérique qui unissent les deux moitiés du cerveau, avec le corps calleux, la commissure habénulaire, la commissure postérieure et la commissure antérieure. Cependant, il constitue essentiellement une voie intra-hémisphérique interconnectant l'hippocampe et le corps mamillaire du diencéphale. C'est un composant important du système limbique. Il appartient au circuit de Papez.
Il mesure environ 10 cm de long et se compose de quatre parties principales :
- deux colonnes antérieures dont les extrémités sont accolées aux corps mamillaires, en avant du trou de Monro (ou foramen interventriculaire) et qui remontent l'une vers l'autre pour former le corps du fornix ;
- le corps du fornix : portion horizontale située au-dessus du 3e ventricule (V3) et en dessous du corps calleux ;
- deux piliers postérieurs, quittant le corps du fornix en s'écartant et réunis entre eux à leur origine par une fine membrane autrefois appelée psaltérium (ou Lyre de David) ;
- les deux fimbriae : faisceaux situés latéralement qui tapissent l'hippocampe auquel elles se connectent.

## Fonctions
Il joue un rôle important pour la mémoire. 